# Le Cheval Blanc (massif du Giffre)
Pour les articles homonymes, voir Cheval blanc.
Ne doit pas être confondu avec Le Cheval Blanc (massif des Cerces).
Le Cheval Blanc est un sommet des Préalpes, à cheval entre la Haute-Savoie (France) et le canton du Valais (Suisse), dans le massif du Giffre.

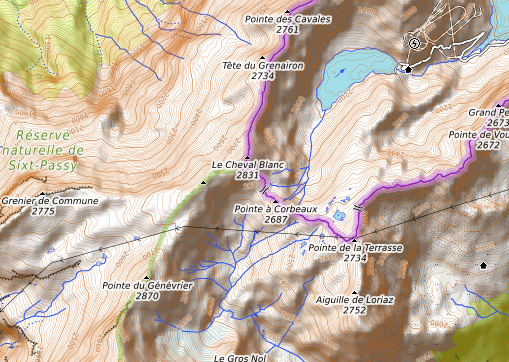
Carte topographique du Cheval Blanc.

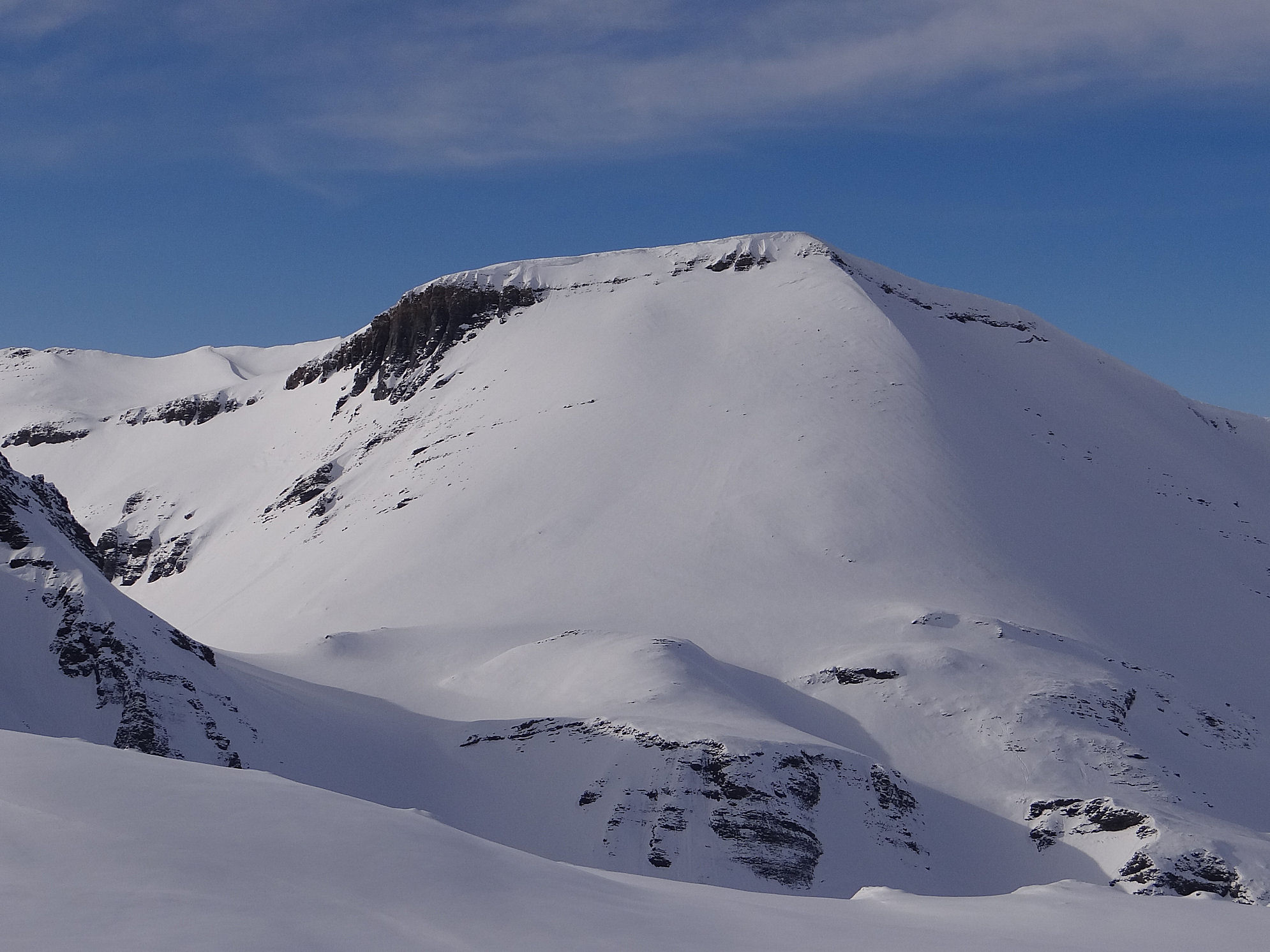
Le Cheval Blanc en hiver vu depuis le col des Corbeaux au sud-est.